# DownBeat
DownBeat est un magazine de presse américain consacré au jazz et au blues créé en 1934 par Albert J. Lipschultz à Chicago. L'édition japonaise du magazine est introduite en 1960.
Le nom du magazine vient du terme musical downbeat (en français : temps fort), le premier temps d'une mesure.

## Histoire
Le journaliste de jazz William P. Gottlieb travaille pour DownBeat de 1946 à 1948. Il est responsable de la critique de concerts et tient la colonne « Posin  » dont le concept est de poser des questions ouvertes aux grands musiciens de jazz.
Alors que le magazine fait faillite, il est racheté par son imprimeur John Maher. Ce dernier meurt en 1968, et son fils Jack Maher rachète le magazine. Il effectue de nombreux changements tels qu'autoriser la présence des musiciens afro-américains en couverture du magazine. Le Down Beat Student Music Awards est créé en 1978.

## Hall of Fame
« The DownBeat Jazz Hall of Fame » regroupe les vainqueurs des prix attribués chaque année depuis 1952 par les lecteurs et les critiques du magazine. Plusieurs jazzmen dont Louis Armstrong, Charlie Parker et Keith Jarrett, ont reçu la récompense. Le magazine décerne également un prix au meilleur album de l'année et organise son propre « Lifetime Achievement Award » (Prix pour l'ensemble des réalisations).

### Prix des lecteurs
- 1952 : Louis Armstrong
- 1953 : Glenn Miller
- 1954 : Stan Kenton
- 1955 : Charlie Parker
- 1956 : Duke Ellington
- 1957 : Benny Goodman
- 1958 : Count Basie
- 1959 : Lester Young
- 1960 : Dizzy Gillespie
- 1961 : Billie Holiday
- 1962 : Miles Davis
- 1963 : Thelonious Monk
- 1964 : Eric Dolphy
- 1965 : John Coltrane
- 1966 : Bud Powell
- 1967 : Billy Strayhorn
- 1968 : Wes Montgomery
- 1969 : Ornette Coleman
- 1970 : Jimi Hendrix
- 1971 : Charles Mingus
- 1972 : Gene Krupa
- 1973 : Sonny Rollins
- 1974 : Buddy Rich
- 1975 : Cannonball Adderley
- 1976 : Woody Herman
- 1977 : Paul Desmond
- 1978 : Joe Venuti
- 1979 : Ella Fitzgerald
- 1980 : Dexter Gordon
- 1981 : Art Blakey
- 1982 : Art Pepper
- 1983 : Stéphane Grappelli
- 1984 : Oscar Peterson
- 1985 : Sarah Vaughan
- 1986 : Stan Getz
- 1987 : Lionel Hampton
- 1988 : Jaco Pastorius
- 1989 : Woody Shaw
- 1990 : Red Rodney
- 1991 : Lee Morgan
- 1992 : Maynard Ferguson
- 1993 : Gerry Mulligan
- 1994 : Dave Brubeck
- 1995 : J. J. Johnson
- 1996 : Horace Silver
- 1997 : Nat King Cole
- 1998 : Frank Sinatra
- 1999 : Milt Jackson
- 2000 : Clark Terry
- 2001 : Joe Henderson
- 2002 : Antônio Carlos Jobim
- 2003 : Ray Brown
- 2004 : McCoy Tyner
- 2005 : Herbie Hancock
- 2006 : Jimmy Smith
- 2007 : Michael Brecker
- 2008 : Keith Jarrett
- 2009 : Freddie Hubbard
- 2010 : Muhal Richard Abrams
- 2011 : Ahmad Jamal
- 2012 : Ron Carter
- 2013 : Pat Metheny
- 2014 : B. B. King
- 2015 : Tony Bennett
- 2016 : Phil Woods
- 2017 : Wynton Marsalis
- 2018 : Ray Charles
- 2019 : Hank Mobley
- 2020 : Carmen McRae

### Prix de la critique
- 1961 : Coleman Hawkins
- 1962 : Bix Beiderbecke
- 1963 : Jelly Roll Morton
- 1964 : Art Tatum
- 1965 : Earl Hines
- 1966 : Charlie Christian
- 1967 : Bessie Smith
- 1968 : Sidney Bechet et Fats Waller
- 1968 : Pee Wee Russell et Jack Teagarden
- 1970 : Johnny Hodges
- 1971 : Roy Eldridge et Django Reinhardt
- 1972 : Clifford Brown
- 1973 : Fletcher Henderson
- 1974 : Ben Webster
- 1975 : Cecil Taylor
- 1976 : King Oliver
- 1977 : Benny Carter
- 1978 : Rahsaan Roland Kirk
- 1979 : Lennie Tristano
- 1980 : Max Roach
- 1981 : Bill Evans
- 1982 : Fats Navarro
- 1983 : Albert Ayler
- 1984 : Sun Ra
- 1985 : Zoot Sims
- 1986 : Gil Evans
- 1987 : Johnny Dodds, Thad Jones et Teddy Wilson
- 1988 : Kenny Clarke
- 1989 : Chet Baker
- 1990 : Mary Lou Williams
- 1991 : John Carter
- 1992 : James P. Johnson
- 1993 : Ed Blackwell
- 1994 : Frank Zappa
- 1995 : Julius Hemphill (en)
- 1996 : Artie Shaw
- 1997 : Tony Williams
- 1998 : Elvin Jones
- 1999 : Betty Carter
- 2000 : Lester Bowie
- 2001 : Milt Hinton
- 2002 : John Lewis
- 2003 : Wayne Shorter
- 2004 : Roy Haynes
- 2005 : Steve Lacy
- 2006 : Jackie McLean
- 2007 : Andrew Hill
- 2008 : Joe Zawinul
- 2009 : Hank Jones
- 2010 : Chick Corea
- 2011 : Abbey Lincoln
- 2012 : Paul Motian
- 2013 : Charlie Haden
- 2014 : Jim Hall
- 2015 : Lee Konitz
- 2016 : Randy Weston
- 2017 : Don Cherry
- 2018 : Benny Golson
- 2019 : Nina Simone
- 2020 : Jimmy Heath

## Récompenses
DownBeat a été nommé « Jazz Publication of the Year » en 2016 et 2017 par la Jazz Journalists Association (en) (JJA) américaine. 